# 존 콤프턴

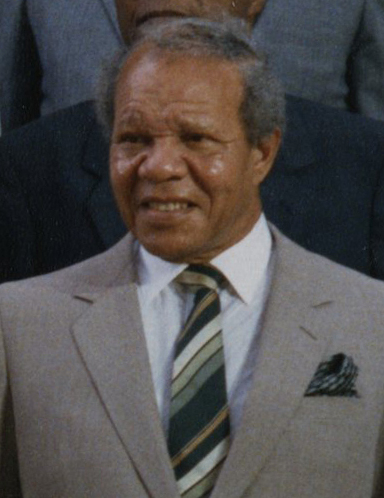
존 콤프턴 (1986년)

존 콤프턴(John Compton, 1925년 4월 29일 ~ 2007년 9월 7일)은 세인트루시아의 정치인이다.
1925년 세인트빈센트 그레나딘에서 태어나 1939년 세인트루시아로 이주했다. 영국에서 법학과 경제학을 공부하고 변호사로 일하다가 1954년 정계에 입문하였다. 세인트루시아가 영국령이던 1964년부터 계속해서 정부 수반직을 맡았고, 1979년 독립한 이후 총 세 차례(1979년, 1982~1996년, 2006~2007년) 세인트루시아 총리직을 지냈다. 보수 성향의 연합노동자당(UWP)을 창립하고 정치 경력 내내 주도했다. 2007년 총리직 재임 중 뇌졸중으로 사망했다.